# Em Busca do Vale Encantado
Em Busca do Vale Encantado (The Land Before Time) é uma série de animação americana e franquia de mídia criada por Judy Freudberg e Tony Geiss, distribuída pela Universal Pictures e centrada em dinossauros. A série começou em 1988 com o homônimo Em Busca do Vale Encantado, dirigido e produzido por Don Bluth e com produção executiva de George Lucas e Steven Spielberg. Foi seguido por 13 sequências musicais diretamente em mídia doméstica, uma série de TV, videogames, trilhas sonoras e merchandising relacionado. Nem as sequências nem a série envolvem a participação de Bluth, Lucas ou Spielberg. Todos os 14 filmes foram lançados como um DVD de coleção completa em 14 de junho de 2016.

## Enredo
Os filmes seguem a amizade de um grupo de jovens animais pré-históricos (quatro dinossauros e um pterossauro) chamados Littlefoot (Apatossauro), Cera/Saura (Tricerátopo), Ducky/Patassaura (Saurolofo), Petrie/Petrúcio (Pteranodonte) e Spike/Espora (Estegossauro). Depois de encontrar o Grande Vale, eles criam um bebê carnívoro (um Tiranossauro, a quem chamam de Chomper/Dentuço), sobrevivem a uma seca e a uma onda de frio e testemunham um eclipse solar. Ao longo de todos os filmes, eles embarcam em aventuras, aprendendo lições sobre a vida e a amizade ao longo do caminho.

## Franquia

### Filmes
Em Busca do Vale Encantado - (1988)
É uma aventura pré-histórica de cinco jovens dinossauros que são amigos, seus nome são: Littlefoot, Saura, Patassaura, Petrúcio e Espora. Na distante época dos vulcões e perigosos terremotos, um jovem "pescoçudo" (Apatossauro) chamado Littlefoot é repentinamente deixado sozinho. Saindo à procura do lendário Vale Encantado, ele encontra quatro outros jovens dinossauros que concordam em acompanhá-lo em sua jornada. Numa ousada aventura para cruzar uma paisagem cheia de perigos, o bravo grupo encontra predadores famintos e desafios assustadores, enquanto aprende novas lições de vida e a importância do trabalho em equipe.
Em Busca do Vale Encantado IIA Grande Aventura Do Vale - (1994)
A história continua no lindo e pacífico Vale Encantado, onde Littlefoot e seus amigos vegetarianos moram e brincam sob o atento olhar de seus pais. Mas quando a desobediente Saura conduz o grupo para uma região proibida, os problemas aparecem: eles encontram dois ladrões de ovos chamados Ozzie e Strut (Estrutiomimos), uma barulhenta avalanche, dois ferozes tiranossauros, além de um misterioso ovo prestes a chocar. Nesta incrível aventura, a turma do Vale Encantado vai aprender como é difícil crescer nesta envolvente história de esperança, amor e confiança.
Em Busca do Vale Encantado IIIA Época Da Grande Partilha - (1995)
Um gigantesco meteoro cai sobre o Vale Encantado, cortando o suprimento de água que cai da cachoeira, causando problemas aos dinossauros da região. Dispostos a ajudar, Littlefoot e seus amigos procuram uma nova fonte de água, descobrindo um grande poço entre o Vale Encantado e o Misterioso Além, terra dos terríveis Dentes Afiados (Tiranossauros). Três adolescentes chamados Hyp (Hypsilophodon), Nod (Nodossauro) e Mutt (Muttaburrasaurus), que estavam intimidando Littlefoot e seus amigos, partem para o Misterioso Além por conta própria, na esperança de chegarem primeiro à água. A aventura apresenta os jovens dinossauros enfrentando uma série de desafios, e se defrontando com quatro terríveis Garras Rápidas (Velociraptores). Mesmo com tantos perigos rondando, Littlefoot descobre que, com seus amigos e parentes trabalhando juntos, conseguirão mover montanhas.
Em Busca do Vale Encantado IVViagem Através Da Névoa - (1996)
Este é mais um clássico de mudanças no clima das regiões além do Grande Vale. A terra ressecada transformou-se na "Terra das Brumas". Novas e estranhas criaturas começaram a aparecer, e outras se mudaram para as árvores mais altas, de cujas folhas os dinossauros se alimentam. Felizmente, o vale continua bonito como sempre, e não é preciso enfrentar as terras úmidas... até o dia em que o avô de Littlefoot fica doente. A única esperança de cura é comer as pétalas douradas de "Flor da Noite", que só nasce na "Terra das Brumas". Agora Littlefoot e seus amigos precisam explorar os pântanos, enfrentar os novos vilões: Dil, a Arrasta Barriga de Boca Grande (Deinosuchus), e seu parceiro Ichy, o Bico Afiado (Ichthyornis), e encontrar a flor a tempo de salvar o vovô. Nessa nova aventura eles também conhecem Ali, uma jovem "pescoçuda" (Apatossauro), e Tickles, um pequeno Peludo (Megazostrodon). Durante sua missão, eles vão aprender algumas adoráveis lições, sobre cooperação, solidariedade e a mais importante de todas: que é ótimo ter amigos de todos os tipos, de todas as formas e tamanhos.
Em Busca do Vale Encantado VA Ilha Misteriosa - (1997)
Além do Vale Encantado, existe uma ilha de beleza e mistério. Neste lugar maravilhoso, Littlefoot, Saura, Patassaura, Petrúcio e Espora descobrirão velhos e novos amigos, enfrentarão incríveis desafios e viverão a maior aventura de suas vidas! É a mais nova história recheada de canções do clássico Em Busca do Vale Encantado. Um dia, uma nuvem de insetos devoradores de plantas desce sobre o Vale Encantado, e acabam com todas as folhinhas à vista. Agora, o Vale está totalmente destruído e todos precisam buscar um novo lar até que as plantas cresçam novamente. Mas quando as brigas entre os adultos ameaçam separá-los, Littlefoot e seus amigos resolvem partir sozinhos. Em sua busca, eles encontram, as Grandes Águas – onde estranhas criaturas vivem e nadam – que os levam a uma misteriosa ilha onde eles encontram Chomper, o adorável amigo de Dentes Afiados (Tiranossauro) de “A Grande Aventura Do Vale”. Porém, agora Chomper precisa proteger seus amiguinhos de um giganotosauro e de outras feras, incluindo seus próprios pais! Com uma brilhante animação, canções inesquecíveis e uma generosidade, esta nova aventura celebra a amizade verdadeira, mas forte que o tempo a separação e as diferenças.
Em Busca do Vale Encantado VIO Segredo Do Rochedo - (1998)
No distante desfiladeiro do Vale Encantado fica o misterioso Rochedo Saurus, e as gêmeas-dinossauro Dinah e Dana (Tricerátopos), sobrinhas de Saura, saem para descobri-lo. Agora cabe à Littlefoot, Saura, Patassaura, Petrúcio e Espora trazê-las de volta! Em Busca do Vale Encantado VI: O Segredo do Rochedo é uma fantástica aventura cheia de ótimas canções, diversão e mistérios. As lendas dizem que o Rochedo mantém o azar longe do Vale Encantado. Será verdade? Será que o misterioso Pescoçudo Doc (Diplodoco), o famoso Dinossauro Solitário, pode derrotar o Dente Afiado de Browridge (Allosauro), o seu mais poderoso adversário? Para achar a resposta, Littlefoot e sua turma devem cruzar o Vale Encantado e enfrentar um terrível perigo!
Em Busca do Vale Encantado VIIA Pedra Do Fogo Gelado - (2000)
Littlefoot foi testemunha de um grande acontecimento: uma "pedra de fogo frio" caiu do céu, durante a noite, e colidiu com as Montanhas Fumegantes. Na manhã seguinte, ninguém acredita em Littlefoot quando ele conta sobre a pedra, com a exceção de um casal de Faces de Arco-Íris (Gallimimus). Na linda história também aparece o tio de Petrúcio, Pterano (Pteranodonte), e seus capangas, Rinkus (Ranforrinco) e Sierra (Cearadactylus), que tentam encontrar a pedra de fogo gelado antes de Littlefoot e seus amigos, pois acreditam que a pedra tem poderes mágicos. Com uma bela animação, encantadoras canções e uma lição inesquecível sobre o valor da amizade.
Em Busca do Vale Encantado VIIIA Grande Nevasca - (2001)
Pela primeira vez, neva no Vale Encantado, o que intriga e encanta todos os habitantes, incluindo até mesmo o Sr. Thicknose, um Nariz Grosso (Pachyrhinosaurus) já idoso considerado o mais sábio do Vale Encantado. No entanto, pouco tempo depois, todos descobrem que esses divertidos fofos flocos brancos de neve são uma ameaça para a sobrevivência. Mas Littlefoot, Saura, Patassaura e Petrúcio estão mais preocupados com Espora, que fica fascinado com uma manada visitante de Rabos de Espora (Estegossauros). Espora faz amizade com Tippy e sua mãe, membros da manada visitante, e decide se juntar a eles na viagem para escapar do gelo. Quando Patassaura o segue secretamente para o Misterioso Além e dá de cara com um Dente Afiado (Tiranossauro), Littlefoot, Saura e Petrúcio decidem desafiar o temporal gelado para recuperar seus amigos desaparecidos.
Em Busca do Vale Encantado IXViagem à Água Grande - (2002)
Quando as chuvas intensas trazem um "novo dilúvio", Littlefoot sai em exploração no Vale Encantado. Logo fica amigo de Mo, um divertido Nadador (Ophthalmosaurus) que não consegue voltar para casa. Littlefoot e seus amigos pré-históricos saem para ajudar, fogem de um Nadador de Dentes Afiados (Liopleurodon), uma criatura assustadora, e provam o valor da coragem, amizade e diversidade nesta excitante nova aventura! Apresentando novíssimas canções originais, incluindo "No One Has To Be Alone", cantada por Donny Osmond.
Em Busca do Vale Encantado XA Grande Migração - (2003)
Littlefoot e os seus avós partilham uma história de encantar que os conduz a uma viagem fantástica! Sempre curiosos, Cera, Ducky, Petrie e Spike não resistem em segui-los. Ao longo desta extraordinária aventura, eles descobrem novas criaturas, maravilhas da natureza, perigos e alegrias! Eles encontram Bron (Apatossauro), o pai de Littlefoot, e Shorty (Branquiossauro), seu filho adotivo, e enfrentam um Belly Dragger (Sarcosuchus) e Três Dentes Afiados (Tiranossauros), dois machos (cinza e laranja-marrom) e uma fêmea (verde). Além de tudo isso, conhecem a nova população de dinossauros de grupo, incluindo Pat (Apatossauro) e Sue, uma Pescoçuda da espécie Supersaurus, o animal com o pescoço mais comprido que Littlefoot alguma vez imaginou existir!
Em Busca do Vale Encantado XIA Invasão dos Minissauros - (2005)
Desta vez, os Minissauros (Mussaurus), invadem o Vale Encantado para ensinarem a Littlefoot uma grande lição sobre uma pequena mentira. Além disso, ''Thompson'' reencontra Tria (Tricerátopo), uma velha amiga com quem se relacionou no passado, deixando Saura profundamente irritada. Para piorar a situação, uma dupla de utahraptor invade o vale encantado ameaçando a vida de todos. Conheça os seus novos e pequenos amigos (Paizão, Lizzie, Skitter, os gêmeos-dinossauro Rocky e Dusty, e Chatter) e cante novas músicas. A Invasão dos Minissauros mostra que os heróis, amigos e famílias podem ser de todos os feitios e tamanhos! Littlefoot descobre que até uma pequena mentira pode causar um grande problema. || rowspan="2" | Charles Grosvenor
Associate producer:

Em Busca do Vale Encantado XIIO Grande Dia dos Voadores - (2006)
Petrúcio está passando por dificuldades para se preparar para o Dia dos Voadores: um evento muito importante para todos os animais voadores do Grande Vale, onde os jovens animais têm que fazer um voo perfeito para provar que podem acompanhar os adultos. Petrúcio tem problemas para voar em formação junto com os outros - ele é muito ansioso e faz mais o tipo radical, com voos radicais bem ao seu jeito. Ao mesmo tempo, uma estranha figura chega ao Grande Vale, e Littlefoot e seus amigos querem saber de quem se trata. O estranho é um Planador (Microraptor) chamado Guido. Eles nunca viram nada parecido, especialmente por causa da sua plumagem super colorida! Saura tem seus próprios problemas, especialmente com seu velho pai e sua nova namorada Tria, que acaba de entrar para a família, juntamente com a "tricórnia" Tricia (Tricerátopo), a meia-irmã de Saura que acaba de nascer. Todas essas aventuras acontecem na véspera do Dia dos Voadores, quando Guido descobre quem ele realmente é e acaba liderando todos numa arriscada aventura para o Misterioso Além, onde eles acabam encontrando um terrível e ameaçador espinossauro.
Em Busca do Vale Encantado XIIIA União dos Amigos - (2007)
Littlefoot e seus amigos tentam guiar dois patetas e aparentemente indefesos dinossauros Barriga-Amarela (Beipiaosaurus), Loofah e Doofah, de volta ao seu grupo. Ao longo do caminho, eles são atacados por Quatro Baryonyx, e Littlefoot percebe que as estranhas técnicas de sobrevivência dos novos amigos demonstram um novo tipo de sabedoria.
Em Busca do Vale Encantado XIVA Jornada dos Valentes - (2016)
Quando o pai de Littlefoot não volta de uma importante jornada, a família começa a ficar preocupada e o pequeno dinossauro resolve, junto com seus eternos amigos, ir em busca de respostas.

### Série de TV
Uma série de televisão baseada nos filmes começou a ser exibida na YTV no Canadá em 5 de janeiro de 2007. Consistia em uma temporada de 26 episódios e estreou oficialmente no Cartoon Network nos Estados Unidos em 5 de março de 2007, após o lançamento do DVD de O Grande Dia dos Voadores. A série de TV se passa após os eventos de A União dos Amigos. Desde então, foi coletado e lançado em 6 DVDs, cada um contendo 4 episódios, nos Estados Unidos e no Reino Unido.

### Jogos
A série gerou 14 jogos derivados, oito para PC, um para Game Boy Color, dois para Game Boy Advance e três para o PlayStation original. Os jogos para PC geralmente são jogos educativos voltados para pré-escola e jardim de infância. Os jogos para Game Boy Color e Advance incluem The Land Before Time e The Land Before Time: Into the Mysterious Beyond, em que os seis personagens originais devem procurar por Chomper. Os jogos para PlayStation incluem The Land Before Time: Big Water Adventure, um spin-off de Journey to Big Water, The Land Before Time: Great Valley Racing Adventure e The Land Before Time: Return to the Great Valley. Todos os personagens desses jogos são dublados por Lani Minella.

## Universo da Série

### Personagens
A série tem como personagens principais o apatossauro Littlefoot, a tricerátopo Saura, o pteranodonte Petrúcio, a saurolofo Patassaura e o estegossauro Espora que estão presentes em todos os filmes. Posteriormente o pequeno tiranossauro Dentuço é introduzido no segundo filme, voltando a aparecer no quinto filme e se tornando protagonista a partir da série de TV, e também na série de TV é introduzida a oviraptor Ruby fechando o núcleo de protagonistas. Entre os outros personagens recorrentes que aparecem com frequência na série estão o avô e a avó de Littlefoot que tomam conta dele desde o falecimento de sua mãe no primeiro filme, o pai rabugento de Saura normalmente referido como Sr. Três Chifres pelos personagens, a mãe de Petrúcio e a mãe de Patassaura e Espora.
No decorrer dos filmes outros personagens são introduzidos como Bron, o pai de Littlefoot que aparece no décimo filme e lidera um rebanho de dinossauros, os pais de Dentuço que aparecem no segundo e quinto filme, a jovem apatossauro Ali no quarto filme, o jovem ictiossauro Mo no nono filme, o jovem estegossauro Tippy no oitavo filme, Pterano, o tio de Petrúcio no sétimo filme entre outros. No décimo primeiro filme é introduzida a tricerátopo Tria que se torna noiva do pai de Saura gerando uma nova filha chamada Tricia.

### Terminologia
A série costuma usar nomes diferentes para se referir as espécies dos dinossauros ou outras coisas da natureza, um exemplo disso é que os carnívoros independente da espécie são frequentemente referidos como "Dente Afiado" pelos dinossauros herbívoros, os dinossauros aquáticos ou que sabem nadar são referidos como "Nadadores", apatossauros como "Pescoçudos" ou "Pescoço Longo", tricerátopos como "Três Chifres", estegossauros como "Rabos de Espora" e assim por diante. Plantas são referidas como "Comida Verde", lagos como "Buracos de Água" e o mar como "Grande Água".